# Boethius (Konsul 522)
Flavius Boethius war ein spätantiker römischer Politiker im Ostgotenreich des frühen 6. Jahrhunderts.
Boethius war ein Sohn des Senators und Philosophen Anicius Manlius Severinus Boethius und der Rusticiana. Im Jahr 522 n. Chr. bekleidete er, noch jung, gemeinsam mit seinem Bruder Symmachus das Konsulat; der Vater erwähnt sie in seiner Consolatio Philosophiae mehrmals. Nach dem Sturz und der Hinrichtung ihres Vaters im Jahr 524 wurde das Familienvermögen konfisziert, aber bald nach  Theoderichs Tod im Jahr 526 von Königin Amalasuntha zurückgegeben. 
Möglicherweise ist er der Boethius, der in einem undatierten Brief des Papstes Pelagius I. als Prätorianerpräfekt von Africa (Boetio praefecto praetorio Africano) genannt wird (556/561).